# Bersole
Bersole is een bestuurslaag in het regentschap Tegal van de provincie Midden-Java, Indonesië. Bersole telt 3223 inwoners (volkstelling 2010).